# Junior Kabananga
Junior Kabananga Kalonji (Kinshasa, 4 april 1989) is een Congolese voetballer die doorgaans als aanvaller speelt. 

## Carrière
Kabananga speelde in Kinshasa bij FC Etanchéité en kwam in januari 2010 in naar RSC Anderlecht, na een mislukte test bij Sporting Charleroi. Bij de paars-witte beloften maakte hij 8 doelpunten in 17 wedstrijden, waardoor hij aan het begin van het seizoen 2010/11 een profcontract van drie jaar mocht tekenen bij RSC Anderlecht.
Hij maakte op 17 oktober 2010 zijn debuut in eerste klasse, tegen Cercle Brugge viel hij in de 84e minuut in voor Guillaume Gillet. Ook de volgende competitiewedstrijd, op 24 oktober 2010 tegen Westerlo, mocht hij even meespelen. Hij viel in de 87e minuut in voor Romelu Lukaku.
Op 27 november mocht Kabananga invallen in de wedstrijd tegen Sporting Charleroi. Enkele minuten later scoorde hij zijn eerste officiële doelpunt voor RSC Anderlecht. Op 13 januari 2011 werd hij voor een half seizoen uitgeleend aan Germinal Beerschot. Hij raakte er zwaar geblesseerd, waardoor hij niet meer dan drie keer in actie kwam voor Germinal Beerschot. Na het seizoen keerde Kabananga terug naar de beloften van RSC Anderlecht. Na een revalidatie werd hij in 2012 verhuurd aan KSV Roeselare.
Op 6 juli 2013 tekende Kabananga een tweejarig contract bij Cercle Brugge. Op 31 oktober 2013 scoorde hij zijn eerste doelpunt voor Cercle in de derby tegen Club Brugge. Cercle won met 2-0 na doelpunten van Stephen Buyl en Kabananga.
Na de degradatie van Cercle in 2015 ging Kabananga in Kazachstan voor Astana FK spelen waarmee hij uitkwam in de UEFA Champions League.

## Statistieken
| Seizoen         | Club                 |                     | Competitie      | Competitie | Competitie | Supercup | Supercup | Beker | Beker | Internationaal | Internationaal | Totaal | Totaal |
| Seizoen         | Club                 | Wed.                | Competitie      | Dlp.       | Wed.       | Dlp.     | Wed.     | Dlp.  | Wed.  | Dlp.           | Wed.           | Dlp.   |        |
| --------------- | -------------------- | ------------------- | --------------- | ---------- | ---------- | -------- | -------- | ----- | ----- | -------------- | -------------- | ------ | ------ |
| 2010/11         | RSC Anderlecht       | Vlag van België     | Eerste Klasse   | 5          | 1          | 0        | 0        | 2     | 0     | 0              | 0              | 7      | 1      |
| 2010/11         | → Germinal Beerschot | Vlag van België     | Eerste Klasse   | 3          | 0          | 0        | 0        | 0     | 0     | 0              | 0              | 3      | 0      |
| 2011/12         | RSC Anderlecht       | Vlag van België     | Eerste Klasse   | 0          | 0          | 0        | 0        | 0     | 0     | 0              | 0              | 0      | 0      |
| 2012/13         | → KSV Roeselare      | Vlag van België     | Tweede Klasse   | 29         | 5          | 0        | 0        | 0     | 0     | 0              | 0              | 29     | 5      |
| 2013/14         | Cercle Brugge        | Vlag van België     | Eerste Klasse   | 34         | 5          | 0        | 0        | 3     | 2     | 0              | 0              | 37     | 7      |
| 2014/15         | Cercle Brugge        | Vlag van België     | Eerste Klasse   | 30         | 8          | 0        | 0        | 2     | 0     | 0              | 0              | 32     | 8      |
| 2014/15         | Astana               | Vlag van Kazachstan | Premjer-Liga    | 13         | 5          | 0        | 0        | 2     | 0     | 10             | 0              | 25     | 5      |
| 2015/16         | → Karabükspor        | Vlag van Turkije    | Süper Lig       | 7          | 2          | 0        | 0        | 0     | 0     | 0              | 0              | 7      | 2      |
| 2016            | Astana               | Vlag van Kazachstan | Premjer-Liga    | 13         | 5          | 0        | 0        | 2     | 3     | 12             | 2              | 27     | 10     |
| 2017            | Astana               | Vlag van Kazachstan | Premjer-Liga    | 31         | 19         | 1        | 0        | 0     | 0     | 10             | 4              | 42     | 23     |
| Carrière totaal | Carrière totaal      | Carrière totaal     | Carrière totaal | 147        | 43         | 1        | 0        | 10    | 5     | 32             | 6              | 190    | 54     |